# Skeppsbrott vid den norska kusten
Skeppsbrott vid den norska kusten (norska: Skipbrudd ved den norske kyst) är en serie oljemålningar av den norske konstnären Johan Christian Dahl från 1829–1832. Den finns i flera utföranden och är bland annat utställd på Statens Museum for Kunst i Köpenhamn, Kode museum i Bergen, Nasjonalmuseet i Oslo, Lettlands nationella konstmuseum i Riga och Hamburger Kunsthalle. 
Skeppsbrott var ett populärt motiv i romantikens bildvärld och Dahl målade ett stort antal målningar på detta tema. Vid sidan av den inneboende dramatiken kan motivet även symbolisera människolivets sårbarhet och beroende av naturkrafter och högre makter. Det senare fascinerade Dahl som även målade Vesuvius utbrott.
Dahl utbildade sig vid Kunstakademiet i Köpenhamn 1811–1817 och flyttade därefter till Dresden där han var bosatt resten av sitt liv. I Dresden var han nära vän och från 1823 dessutom granne med den stora tyske romantiske konstnären Caspar David Friedrich, vars målningar Efter stormen (1807) kan ha inspirerat Dahl att måla skeppsvrak. 
De första skeppsbrottsmålningar gjorde Dahl redan 1819. År 1823–1824 gjorde han tre nästan identiska målningar på detta tema. En av dessa förstördes i Berlin under andra världskriget och en annan ägs idag av Lillehammer Kunstmuseum. Dahl ägnade sig nästan uteslutande åt landskapsmåleri och målade ett stort antal norska landskap trots att han inte varit i Norge på många år. År 1826 företog Dahl en längre resa hem till Norge där han reste från Christiania (nuvarande Oslo) via Telemark och Hardangervidda till Bergen. Utanför Bergen såg han en skeppsvrak som han tecknade av på plats. Denna resa gav upphov till ett stort antal landskapsmålningar och under 1829–1832 målade han sin mest berömda skeppsbrottsbilder. Han fortsatte dock att måla liknande motiv lång därefter, till exempel 1846 års Sjøstykke med vrak.
Köpenhamnsversionen från 1831–1832 är den mest monumentala. Den beställdes av Fredrik VI av Danmark och utfördes som en pendang till lika stora Stendös i snö, Vordingborg. 

## Ett urval målningar av Dahls skeppsbrottsbilder
| Målning | Namn                                  | typ                           | År        | Storlek      | Museum                           | Stad      |
| ------- | ------------------------------------- | ----------------------------- | --------- | ------------ | -------------------------------- | --------- |
|         | Skipsvrak ved den norske kyst         | olja på duk                   | 1829      | 28,5 x 36,5  | Nasjonalmuseet                   | Oslo      |
|         | Skipbrudd ved den norske kyst         | olja på duk monterad på panel | 1830      | 77,5 x 111   | Kode                             | Bergen    |
|         | Søstykke med et vrag                  | olja på duk                   | 1831      | 22 x 40,3    | Statens Museum for Kunst         | Köpenhamn |
|         | Schiffbruch an der norwegischen Küste | olja på duk                   | 1831      | 78,9 x 114,6 | Hamburger Kunsthalle             | Hamburg   |
|         | Et skibbrud ved den norske kyst       | olja på duk                   | 1831–1832 | 173,4 x 206  | Statens Museum for Kunst         | Köpenhamn |
|         | Skipbrudd ved den norske kyst         | olja på duk                   | 1832      | 71,2 x 111,3 | Nasjonalmuseet                   | Oslo      |
|         | Skipbrudd                             | olja på duk monterad på panel | 1832      | 23 x 35      | Kode                             | Bergen    |
|         |                                       | olja på duk monterad på panel | 1832      | 25,1 x 31,8  | Lettlands nationella konstmuseum | Riga      |